# Коронавірусна хвороба 2019 у Гватемалі
Епідемія коронавірусної хвороби 2019 у Гватемалі — це поширення пандемії коронавірусної хвороби 2019 на територію Гватемали. Перший випадок хвороби зареєстрований 13 березня 2020 року в столиці країни місті Гватемала. Протягом усієї епідемії виникали корупційні скандали, пов'язані з шахрайською групою всередині міністерства та шахрайськими пробними закупівлями. Тому по всій країні, головним чином у місті Гватемала, відбулися протести, де громадяни виступали за збільшення закупівель захисного обладнання для медичних працівників, які безпосередньо борються з поширенням хвороби, проти постійних порушень трудових прав і корупції, пов'язаної з пандемією.

## Передумови
31 січня президент Гватемали Алехандро Джамматтеї оголосив про заборону на в'їзд осіб, які прибувають з Китайської Народної Республіки, у зв'язку з поширенням на інші країни спалаху коронавірусної хвороби, який розпочався в Ухані.
25 лютого уряд країни запровадив додаткові заходи безпеки для осіб, які прибувають до Гватемали з країн високого ризику з інфікування COVID-19 будь-яким видом транспорту. До цих країн належать Китай, Південна Корея, Іран та всі європейські країни.

## Хронологія
13 березня 2020 року було підтверджено перший випадок у країні в громадянина Гватемали, який повернувся до країни з Італії. Цей чоловік прибув до передмістя столиці країни міста Гватемала Вілья-Нуева разом із двома членами своєї родини та 5 громадянами Сальвадору рейсом авіакомпанії «Aeroméxico».
Ще за два дні до виявлення першого хворого в країні уряд Гватемали заборонив в'їзд до країни громадянам усіх європейських країн, Ірану, Китаю та Південної Кореї. Це розпорядження введено в дію з 12 березня. 13 березня обмеження на в'їзд до країни поширені на громадян США та Канади. Починаючи з 16 березня, жодна особа, яка прибуває з цих країн, не матиме права в'їхати до Гватемали до 31 березня (оскільки 15-денний карантин діє з 16 березня).
15 березня представники уряду Гватемали повідомили про другий випадок хвороби в країні, та про першу смерть від коронавірусної хвороби у Гватемалі. Першим померлим став 85-річний чоловік, який повернувся до країни з Мадрида з родиною дев'ять днів тому. Того ж дня уряд Гватемали скасував усі громадські заходи та заборонив зібрання людей у кількості більш ніж 100 осіб. Усі державні та приватні школи, та університети повинні бути закриті принаймні на три тижні. Також скасовано святкування Страсного тижня. 21 березня 2020 року президент Гватемали Алехандро Джамматтеї разом із віце-президентом та кабінетом міністрів повідомив про введення загальнонаціональної комендантської години та повну заборону на рух транспорту.
23 квітня Рада ООН з прав людини закликала уряди Мексики та країн Центральної Америки припинити депортації під час пандемії коронавірусної хвороби. У зв'язку з тим, що Гондурас закрив свої кордони, 2500 мігрантів застрягли в Панамі. Мексика вирішила перекинути мігрантів до Гватемали. однак вона їх не прийняла. 23 квітня комісія ООН допомогла 41 мігранту повернутися до Сальвадору з Мексики.
26 квітня міграційна служба Мексики закрила 65 центрів утримання мігрантів по всій країні, та відправила 3653 осіб до Гватемали, Сальвадору та Гондурасу, задля запобігання спалаху COVID-19 серед мігрантів.
У Канаді на початку травня щонайменше у 40 гватемальських та мексиканські працівників виявлено коронавірусну хворобу.
25 травня принаймні у 200 працівників текстильної фабрики «KP Textil» у Сан-Мігель-Петапа виявили позитивний результат на COVID-19. 12 травня на заводі було зареєстровано 9 випадків хвороби, проте правозахисні організації країни скаржились на дії адміністрації фабрики, оскільки при виявленні перших випадків хвороби не було вжито жодних заходів. На цей день у Гватемалі зареєстровано 3300 випадків коронавірусної хвороби, 58 з яких завершились смертю.
18 вересня президент Гватемали Алехандро Джамматтеї заявив, що у нього позитивний тест на коронавірус..

## Вакцинація
Гватемала розробила кампанію вакцинації в чотири етапи: (1) медичні працівники, (2a) особи старші 70 років, (2b) особи старші 50 років, (3) працівники життєво необхідних галузей, (4) особи старші 18 років. Кожен етап класифіковано в більш конкретні підгрупи. Гватемала входить до числа країн із найповільнішим введенням вакцини в Центральній Америці. Станом на кінець травня 2021 року у Гватемалі введено 2,36 дози на 100 осіб. Подібно до інших країн регіону, Гватемала отримала 403 тисячі доз вакцин через механізм COVAX, глобальну ініціативу, спрямовану на справедливий доступ до вакцин проти COVID-19. Крім того, Гватемала отримала пожертви від Ізраїлю, Індії та Росії, що становить загалом 658200 доз, 90 % із яких складала вакцина «Covishield» від AstraZeneca. Однак до кінця травня 2021 року було введено лише 429959 доз вакцини. На травень 2021 року потреби Гватемали у вакцині були забезпечені на 44,7 % населення. Подібно до Гондурасу, Нікарагуа та Парагваю, Гватемала не одержувала пожертвувань вакцин від Китаю, оскільки вони мають дипломатичні відносини з Тайванем, а не з Китаєм, і визнають Тайбей замість Пекіна. Оскільки проведення вакцинації відбувалося повільно, а уряд не зміг вчасно підготувати холодильні камери, центри вакцинації та персонал, термін придатності деяких доз вакцини міг закінчитися до червня 2021 року.